# Amsterdamsche Football Club Ajax 2016-2017
Questa voce raccoglie le informazioni riguardanti l'Ajax nelle competizioni ufficiali della stagione 2016-2017.

## Stagione
Sotto la guida del nuovo tecnico Peter Bosz il giovane Ajax (età media inferiore ai 23 anni) elimina il PAOK nel terzo turno preliminare della Champions League ma è poi nettamente sconfitto dal Rostov. Accede però alla fase a gironi dell'Europa League 2016-2017 che vince, elimina poi il Legia Varsavia ai sedicesimi di finale, il Copenaghen agli ottavi, lo Schalke 04 ai quarti e l'Olympique Lione in semifinale prima di raggiungere la sua decima finale europea. A Solna è però sconfitto 2-0 dal Manchester United, mentre in campionato arriva dietro ai rivali del Feyenoord di un solo punto e in Coppa era stato eliminato già agli ottavi dal Cambuur.

## Maglie e sponsor
| Casa | Trasferta |

## Organigramma societario

### Staff tecnico
- Peter Bosz - Allenatore
- Hennie Spijkerman - Allenatore in seconda
- Hendrie Krüzen - Allenatore in seconda
- Dennis Bergkamp - Assistente tecnico
- Gavin Bjenafield - Medico
- Bjorn Rekelhof - Preparatore atletico
- Carlo l'Ami - Allenatore dei portieri
- Tjerk Smeets - Team manager

## Rosa
| N. |                         | Ruolo | Calciatore       |
| -- | ----------------------- | ----- | ---------------- |
| 2  | Paesi Bassi (bandiera)  | D     | Kenny Tete       |
| 3  | Paesi Bassi (bandiera)  | D     | Joël Veltman     |
| 4  | Paesi Bassi (bandiera)  | D     | Jairo Riedewald  |
| 5  | Colombia (bandiera)     | D     | Davinson Sánchez |
| 7  | Brasile (bandiera)      | C     | David Neres      |
| 8  | Paesi Bassi (bandiera)  | C     | Daley Sinkgraven |
| 9  | Burkina Faso (bandiera) | A     | Bertrand Traoré  |
| 10 | Paesi Bassi (bandiera)  | C     | Davy Klaassen    |
| 11 | Germania (bandiera)     | A     | Amin Younes      |
| 16 | Germania (bandiera)     | D     | Heiko Westermann |
| 17 | Rep. Ceca (bandiera)    | A     | Václav Černý     |
| 19 | Colombia (bandiera)     | A     | Mateo Cassierra  |
| 20 | Danimarca (bandiera)    | A     | Lasse Schøne     |

| N. |                        | Ruolo | Calciatore        |
| -- | ---------------------- | ----- | ----------------- |
| 21 | Paesi Bassi (bandiera) | C     | Frenkie de Jong   |
| 22 | Marocco (bandiera)     | C     | Hakim Ziyech      |
| 24 | Camerun (bandiera)     | P     | André Onana       |
| 25 | Danimarca (bandiera)   | A     | Kasper Dolberg    |
| 26 | Paesi Bassi (bandiera) | D     | Nick Viergever    |
| 30 | Paesi Bassi (bandiera) | C     | Donny van de Beek |
| 33 | Paesi Bassi (bandiera) | P     | Diederik Boer     |
| 34 | Paesi Bassi (bandiera) | C     | Abdelhak Nouri    |
| 36 | Paesi Bassi (bandiera) | D     | Matthijs de Ligt  |
| 38 | Sudafrica (bandiera)   | C     | Thulani Serero    |
| 40 | Paesi Bassi (bandiera) | C     | Carel Eiting      |
| 43 | Paesi Bassi (bandiera) | P     | Norbert Alblas    |
| 45 | Paesi Bassi (bandiera) | A     | Justin Kluivert   |

## Risultati

### Champions League

#### Qualificazioni
| Arbitro: | Javier Estrada Fernández |

|             |           |            |
| Dolberg 58’ | Marcatori | 27’ Campos |

| Arbitro: | Anthony Taylor |

|                 |           |                            |
| Athanasiadīs 4’ | Marcatori | 45+1’ (rig.), 88’ Klaassen |

#### Play-off
| Arbitro: | William Collum |

|                     |           |           |
| Klaassen 38’ (rig.) | Marcatori | 13’ Noboa |

| Arbitro: | Milorad Mažić |

|                                            |           |                     |
| Azmoun 34’ Erochin 52’ Noboa 60’ Poloz 66’ | Marcatori | 84’ (rig.) Klaassen |

## Europa League

### Fase a gironi
| Arbitro: | Andre Marriner |

|         |           |                          |
| Berg 5’ | Marcatori | 33’ Traoré 67’ Riedewald |

| Arbitro: | Paolo Mazzoleni |

|             |           |  |
| Dolberg 28’ | Marcatori |  |

| Arbitro: | Ivan Kružliak |

|                         |           |                       |
| Fontàs 29’ Orellana 82’ | Marcatori | 22’ Ziyech 71’ Younes |

| Arbitro: | Paweł Raczkowski |

|                                   |           |                        |
| Ziyech 41’ Dolberg 67’ Younes 71’ | Marcatori | 79’ Guidetti 87’ Aspas |

| Arbitro: | Aleksei Eskov |

|                     |           |  |
| Schøne 40’ Tete 50’ | Marcatori |  |

| Arbitro: | Bobby Madden |

|           |           |              |
| Raman 85’ | Marcatori | 27’ El Ghazi |

### Fase a eliminazione diretta
| Varsavia 16 febbraio 2017, ore 21:05 CET Sedicesimi di finale – Andata | Legia Varsavia           | 0 – 0 referto | Ajax | Pepsi Arena (28 742 spett.)\| Arbitro: \| David Fernández Borbalán \| |
| Arbitro:                                                               | David Fernández Borbalán |               |      |                                                                       |

| Arbitro: | Anthony Taylor |

|               |           |  |
| Viergever 49’ | Marcatori |  |

| Arbitro: | Artur Soares Dias |

|                       |           |             |
| Falk 1’ Cornelius 60’ | Marcatori | 32’ Dolberg |

| Arbitro: | Ivan Kružliak |

|                                 |           |  |
| Traoré 23’ Dolberg 45+3’ (rig.) | Marcatori |  |

| Arbitro: | Sergej Gennad'evič Karasëv |

|                          |           |  |
| Klaassen 23’ (rig.), 52’ | Marcatori |  |

| Arbitro: | Ovidiu Hațegan |

|                                             |           |                            |
| Goretzka 53’ Burgstaller 56’ Caligiuri 101’ | Marcatori | 111’ Viergever 120’ Younes |

| Arbitro: | Gianluca Rocchi |

|                                        |           |              |
| Traoré 25’, 71’ Dolberg 34’ Younes 49’ | Marcatori | 66’ Valbuena |

| Arbitro: | Szymon Marciniak |

|                                         |           |             |
| Lacazette 45’ (rig.), 45+1’ Ghezzal 81’ | Marcatori | 27’ Dolberg |

| Arbitro: | Damir Skomina |

|  |           |                          |
|  | Marcatori | 18’ Pogba 48’ Mxit'aryan |

## Statistiche

### Statistiche di squadra
| Competizione     | Punti | Totale | Totale | Totale | Totale | Totale | Totale |
| Competizione     | Punti | G      | V      | N      | P      | Gf     | Gs     |
| ---------------- | ----- | ------ | ------ | ------ | ------ | ------ | ------ |
| Eredivisie       | 81    | 34     | 25     | 6      | 3      | 79     | 23     |
| KNVB beker       | -     | 3      | 2      | 0      | 1      | 12     | 3      |
| Champions League | -     | 4      | 1      | 2      | 1      | 5      | 7      |
| Europa League    | 14    | 15     | 8      | 3      | 4      | 17     | 7      |
| Totale           |       | 56     | 36     | 11     | 9      | 113    | 40     |